# Možnosti dialogu
Možnosti dialogu è un cortometraggio  del 1983 animato con la tecnica dello stop-motion scritto e diretto da Jan Švankmajer.
Il corto si divide in tre sequenze il cui elemento in comune è il dialogo: Dialog vecný, Dialog vášnivý e Dialogu vycerpávajícím.
La traduzione dei titoli non è letterale: Možnosti dialogu significa "possibilità di dialogo", ma è stato tradotto in inglese come Dimensions of dialogue ("dimensioni del dialogo").
Lo stesso accade con Dialog vecný, letteralmente "dialogo infinito" (tradotto come "Exhaustive discussion", Discussione esaustiva) e Dialogu vycerpávajícím, ovvero "dialogo estenuante" (tradotto invece come "Factual conversation", Conversazione effettiva). L'unico titolo a mantenere il senso originale è Dialog vášnivý: "Passionate discourse", Discorso appassionato.
Il regista ha affermato che in Možnosti dialogu gli oggetti «interpretano, in una forma condensata, il processo che noi stiamo testimoniando in questa particolare fase della civilizzazione, il passaggio dalla differenziazione all'uniformità.» In proposito Dirk de Bruyn su Senses of Cinema commenta «Questo è il nostro mondo digitale allestito nel 1982.»

## Trama
La prima sequenza è un omaggio a Giuseppe Arcimboldo: le tre teste costituite da oggetti dello stesso genere somigliano alle "teste composte" che lo hanno reso celebre. Le tre teste dell'uomo dei frutti, l'uomo degli accessori domestici e l'uomo degli oggetti di cancelleria si incontrano per dieci volte su uno sfondo di legno. Ogni volta una delle due teste spalanca le fauci ingoiando e sminuzzando l'altra, finché tutte e tre le teste non diventano omogenee assumendo sembianze simili.
La seconda sequenza rappresenta, attraverso l'unione tra le due masse di plastilina, un amplesso sessuale tra una figura maschile e una femminile. Alla fine del rapporto, quando le due figure si separano, avanza una piccola parte di materia che causa il litigio tra i due personaggi che si distruggono a vicenda.
La terza e ultima sequenza vede come protagoniste due teste maschili appoggiate su un tavolo una di fronte all'altra. Ogni volta estraggono dalla bocca diversi oggetti che vanno a rapportarsi tra loro in maniera complementare o contrastandosi.

## Accoglienza
Nel 1983 è stato premiato con il "Grad Prix" al Festival internazionale del film d'animazione di Annecyl e con l'Orso d'oro per il miglior cortometraggio e il C.I.D.A.L.C. Award (Honorable Mention) al Festival internazionale del cinema di Berlino.
È considerato da Terry Gilliam come uno dei migliori film animati di sempre.

## Riconoscimenti
- 1983 - Grad Prix al Festival internazionale del film d'animazione di Annecy
- 1983 - Orso d'oro per il miglior cortometraggio al Festival internazionale del cinema di Berlino
- 1983 - C.I.D.A.L.C. Award - Honorable Mention al Festival internazionale del cinema di Berlino